# Nicole Notat
Nicole Notat (Châtrices, 26 luglio 1947) è una sindacalista francese, segretaria generale della CFDT dal 20 ottobre 1992 al 2002, la prima donna nella storia della Repubblica francese a ricoprire un ruolo così importante all'interno di un sindacato. Attualmente ricopre la carica di presidente della Vigeo, una società impegnata nel campo dello sviluppo sostenibile, da lei stessa fondata..